# Нови Сад вајлд догси
Вајлд догси Нови Сад (енгл. Novi Sad Wild Dogs; познати и као Новосадски дивљи пси) су клуб америчког фудбала из Новог сада у Србији. Основани су 2013. године. Такмиче се у Флег лиги Србије, - Група Север 1.

## Новији резултати
| Сезона | Ранг | Лига              | Регуларни део      | Ут. | Поб. | Пор. | Плеј-оф                     |
| ------ | ---- | ----------------- | ------------------ | --- | ---- | ---- | --------------------------- |
| 2016.  | 3    | Трећа лига Србије | 1. место           | 4   | 4    | 0    | Победник                    |
| 2017.  | 2    | Друга лига Србије | 6. место           | 5   | 0    | 5    | Победа у баражу за опстанак |
| 2018.  | 2    | Друга лига Србије | 1. место           | 5   | 0    | 5    | Победник                    |
| 2019.  | 1    | Прва лига Србије  | 2. место (група Б) | 7   | 4    | 3    | Полуфинале                  |
| 2021.  | 1    | Прва лига Србије  | 5. место           | 6   | 2    | 4    | Није се пласирао            |